# アレックス・クライン
アレックス・クライン（Alex Klein, 1964年、ポルト・アレグレ生まれ）は、ブラジルのオーボエ奏者。
クラインは1995年、30歳でシカゴ交響楽団の首席オーボエ奏者に就任した。
2002年、ダニエル・バレンボイムとシカゴ交響楽団との共演でリヒャルト・シュトラウスのオーボエ協奏曲を録音し、グラミー賞最優秀インストゥルメンタル・ソリスト（オーケストラ共演部門）を受賞した。 
2004年7月、局所性ジストニアを患い、シカゴ交響楽団を退団した。その病は彼が首席の座に就任してから2年以内に始まったものであった。オーケストラとの極東ツアー中、チャイコフスキーの交響曲の演奏中、指がもはや最高の状態で動かないことに気づき、辞任を申し出た。